# Luis Le-Bert
Luis Le-Bert (Santiago, 7 de septiembre de 1956) es un cantautor y guitarrista chileno, conocido por su carrera solista como también por ser el vocalista de la agrupación Santiago del Nuevo Extremo, activa desde 1977.

## Primeros años de vida
Estudió en el Instituto Nacional. Luis entró a la facultad de arquitectura de la Universidad de Chile en 1973, mismo año que se produciría el Golpe de Estado en Chile (1973). La nueva canción chilena, sería la base para la formación del primer movimiento musical nacido bajo el régimen militar; el Canto Nuevo, en el cual Lucho sería un protagonista.  

## Carrera
La banda Santiago del Nuevo Extremo nació en 1978. Le-Bert regresó a mediados de ese año a Santiago, luego de abortar una carrera en la Pontificia Universidad Católica de Valparaíso. Junto con Pedro Villagra (entonces estudiante de Antropología, en la Universidad de Chile) y Jorge Campos (alumno de Estética, de la Universidad Católica), constituyeron el eje histórico de Santiago del Nuevo Extremo. Junto a Julio Castillo y Luis Pérez, formaron el quinteto. Eran cuatro guitarras y un contrabajo, actuando fundamentalmente en facultades universitarias. Su estilo autoral y su sistema de promoción ha respondido durante este tiempo a una irrestricta autonomía, manteniéndolo como una voz creíble y digna de atención, aunque marginal a la difusión masiva.
En 1980 grabaron su primer disco, A mi ciudad, que es hasta hoy el de mayor popularidad del grupo. Canciones como "Simplemente" (una declaración de vida cotidiana), "Homenaje" (un saludo a la memoria de Víctor Jara) o "A mi ciudad" (una descripción de la vida en Santiago, con referencias a la historia y el toque de queda) fueron himnos de la época para los sectores opositores a la dictadura militar. Una lírica poco directa, cuyo principal responsable era Le-Bert, fue parte del discurso del grupo, que de esa forma se enfrentaba a la posible censura militar: "Así se hablaba en esa época. Se decían las cosas sin decirlas", recuerda hoy día el compositor. En 1981, la canción "Linda la minga", que narraba la tradicional costumbre chilota, los llevó al segundo lugar de la competencia folclórica del Festival de Viña del Mar, lo que significó un leve reconocimiento masivo, que se reprodujo al año siguiente cuando participaron con el tema "El trauco".
Asociados al movimiento del Canto Nuevo, Santiago del Nuevo Extremo trascendió ese género por el crecimiento de su propuesta musical. Su segundo álbum, Hasta encontrarnos (1983), tenía más juego de voces e innovaciones instrumentales, como la fuerte presencia de la flauta traversa de Villagra. El grupo viajó a mostrarlo por Europa y América, hizo recitales masivos en el Café del Cerro, el teatro Cariola y universidades, y acumuló una popularidad que, fundamentalmente, seguía anclándose en el repertorio del primer disco. Con reiterados cambios de formaciones (a excepción del eje Le-Bert-Villagra-Campos), el grupo mantuvo un alto ritmo de presentaciones hasta su tercer álbum, Barricadas (1985), en el que la experimentación sonora pasó a ser la esencia del sexteto. Batería, saxofón, bajo eléctrico, charango y teclados se hicieron fundamentales en su sonido. "En el primer disco cualquier canción se podía cantar en una fogata. En el tercero, con suerte la mitad", ilustra Le-Bert. El álbum incluía el tema "La mitad lejana", grabado en conjunto con Inti-Illimani en Alemania, en lo que fue la consecuencia de una admiración recíproca entre ambos grupos, expresada en varios encuentros en escenarios extranjeros.
El mismo año en el que Chile recuperaba la democracia, el casete Luis Le-Bert (1989) confirmaba la intención del autor por mantenerse en la música, ahora sin la banda con la que había agitado parte importante de la resistencia artística a Augusto Pinochet. Apoyaba además con esa producción su apuesta por trabajar a dos bandas entre la música y la arquitectura, la profesión formal que Le-Bert concluyó durante los años '70 y que ha ejercido desde entonces, en paralelo a su labor de cantautor. El disco Calacalacaaaa!!! (2007) registró una nueva fusión de géneros, en un formato identificado por el autor como «cueca-blues», si bien también integrando códigos del jazz y temáticas urbanas. Fue grabado junto al grupo Los Agricultores del Cosmos, integrado por gente ya experimentada, como el bajista Juan Caballero y el percusionista Carlos Basilio (Entrama). Al presentarlo, Le-Bert volvió a posicionarse como un marginal de la gran industria disquera, en la que dice «no quepo porque no he cambiado. Sigo siendo la misma persona que declara no entender el intercambio de nada». Lo demuestra a través de continuos recitales en la periferia de Santiago o apoyando la resistencia organizada en Aysén, armado sólo con su guitarra, confiado en que su música debe llegar a la gente directamente.

## Discografía

### Solista
- Luis Le-Bert (1989 - Alerce)
- Calacalacaaaa!!! (2007 - Autoedición)
- El combo cuequero (2010 - Autoedición)
- Canciones fundamentales (2019)

### En Santiago del Nuevo Extremo
- A mi ciudad (1981 - Alerce)
- Hasta encontrarnos (1983 - Alerce)
- Barricadas (1985 - Alerce)
- Salvo tú y yo (2000 - Autoedición)
- Leuda (2011 - Trompe)
- Santiago del Nuevo Extremo (2016 - Autoedición)